# Адаптація (театр)
Адаптація:
'1.Транспозиція' або трансформація твору з одного жанру в інший (наприклад, роману в п’єсу). Адаптація (або інакше драматизація) стосується розповідних змістів (оповідь, фабула ), які зберігаються (більш-менш адекватно, хоча зі значними відхиленнями),  тоді як дискурсна структура зазнає радикальної  трансформації, зокрема, з огляду на абсолютно інший механізм висловлювання. Так інсценують, екранізують в кіно або на телебаченні романи. Текст цим семіотичним способом перенесення транспонують у діалоги (здебільшого по-іншому, ніж в оригіналі) i, зокрема, в сценічну дію з використанням усіх наявних засобів театральної інсценівки (жести, образи, музика і т. п.). Наприклад, адаптація творів Достоєвського в інсценівках Жіда чи Камю.
'2.Адаптація' означає ще драматургічну працю на матеріалі призначеного для постави тексту. Можливі всілякі (які тільки можна собі уявити) текстуальні маневри: купюри, переорганізація тексту, стилістичні «згладжування», незначна кількість персонажів або полю їхніх дій, драматична акцентуація тих чи інших силових моментів, додавання зовнішніх текстів, монтаж і колаж сторонніх елементів, модифікація розв’язки, видозміна фабули залежно від дискурсу інсценівки. На відміну від перекладу чи актуалізації, адаптація є вкрай довільним процесом. Вона дозволяє модифікувати сенс оригіналу, виводити протилежне значення [порівн. брехтівські адаптації (Bearbetungen) Шекспіра, Мольєра та Софокла, а також «переклади» Гайнера Мюллера, зокрема, «Прометея»]. Адаптувати – це  цілковито переписати відповідний текст, сприймаючи його як сировинний матеріал. Така практика змушує театральних діячів замислитись над значенням слова драматург  в процесі підготовчої праці над інсценівкою.
Ідеально адекватна адаптація творів античності є неможливою. Окрім цього, варто встановлювати (як писав Брехт 1961 року в праці “Книжка про моделі”) ті чи інші принципи гри та подавати пропозиції щодо інтерпретації п’єси, що пізніше знадобиться режисерам (модель).
Термін «адаптація» часто вживають у значенні «переклад»  або «майже точна транспозиція», проте слід пам’ятати, що між цими поняттями не існує чіткого розмежування. Отож йдеться про такий переклад, який адаптує  оригінал до умов нового контексту його сприймання з урахуванням скорочень і додатків, що вважають конче потрібними для нового прочитання тексту. Таке прочитання класиків (концентрація, новий переклад, додавання зовнішніх текстів, нова інтерпретація) є також адаптацією (як при перекладі твору з чужої мови з пристосуванням тексту до культурно-лінгвістичного контексту мови перекладу). В наш час більшість перекладів називають адаптаціями, і це наштовхує на постулат про те, що будь-яке втручання (починаючи від перекладу й закінчуючи драматичним переінакшуванням) є повторною творчістю, а переведення творів з одного жанру в інший ніколи не буває стовідсотково ідентичним, а, навпаки, продукує нові сенси.